# Spassk-Dalni
Spassk-Dalni  (en russe : Спасск-Дальний) est une ville du kraï du Primorié, dans l'Extrême-Orient russe, et le centre administratif du raïon de Spassk. Sa population s'élève à 38 810 habitants en 2022.

## Géographie
La ville se trouve dans la plaine de Khanka, à 182 km au nord-nord-est de la capitale régionale Vladivostok et à 6 342 km à l'est-sud-est de Moscou.
À 20 km au nord-est de la ville se trouve le lac Khanka, situé à cheval sur la frontière russo-chinoise, dans lequel se jettent les rivières Loulechovka et Spassovka qui arrosent la ville.
La ville est directement rattachée au kraï et est en même temps le chef-lieu du raïon de Spassk.

## Histoire
L'agglomération a été créée en 1885 sous le nom de Spasskoïe (en russe « Sauveur »). En 1906, la gare de chemin de fer d'Evguenievka est construite non loin de l'agglomération, sur la ligne de l'Oussouri, ouverte en 1897, ce qui entraîne une croissance accélérée. En 1917, l'agglomération acquiert le statut de ville et est rebaptisée Spassk.
La guerre civile est particulièrement âpre dans la ville et ses alentours, ce qu'illustre le Chant des partisans de l'Amour. En 1926, Evguenievka est rattachée à la ville, qui est rebaptisée Spassk-Dalni. Dalni signifie en russe « éloigné » — allusion à la situation excentrée de la région — et permet de la distinguer des villes de Spassk dans l'oblast de Penza et Spassk-Riazanski dans l'oblast de Riazan.

## Politique et administration

### Statut
La ville a le statut de ville d'importance régionale et d'okroug urbain dans le kraï du Primorié.

### Tendances politiques
| Scrutin             | 1er tour | 1er tour | 1er tour | 1er tour | 1er tour | 1er tour | 1er tour | 1er tour | 1er tour | 1er tour | 1er tour | 1er tour | 2d tour                  | 2d tour                  | 2d tour                  | 2d tour                  | 2d tour                  | 2d tour                  | 2d tour                  | 2d tour                  | 2d tour                  | 2d tour                  | 2d tour                  | 2d tour                  |
| Scrutin             | 1er      | 1er      | %        | 2e       | 2e       | %        | 3e       | 3e       | %        | 4e       | 4e       | %        | 1er                      | 1er                      | %                        | 2e                       | 2e                       | %                        | 3e                       | 3e                       | %                        | 4e                       | 4e                       | %                        |
| ------------------- | -------- | -------- | -------- | -------- | -------- | -------- | -------- | -------- | -------- | -------- | -------- | -------- | ------------------------ | ------------------------ | ------------------------ | ------------------------ | ------------------------ | ------------------------ | ------------------------ | ------------------------ | ------------------------ | ------------------------ | ------------------------ | ------------------------ |
| Présidentielle 2012 |          | ER       | 51,90    |          | KPRF     | 25,90    |          | LDPR     | 9,63     |          | SE       | 6,21     | Victoire au premier tour | Victoire au premier tour | Victoire au premier tour | Victoire au premier tour | Victoire au premier tour | Victoire au premier tour | Victoire au premier tour | Victoire au premier tour | Victoire au premier tour | Victoire au premier tour | Victoire au premier tour | Victoire au premier tour |
| Présidentielle 2018 |          | ER       | 68,90    |          | KPRF     | 18,94    |          | LDPR     | 7,43     |          | GRANI    | 0,97     | Victoire au premier tour | Victoire au premier tour | Victoire au premier tour | Victoire au premier tour | Victoire au premier tour | Victoire au premier tour | Victoire au premier tour | Victoire au premier tour | Victoire au premier tour | Victoire au premier tour | Victoire au premier tour | Victoire au premier tour |

## Population
Recensements (*) ou estimations de la population:
| 1931   | 1939*  | 1959*  | 1970*  | 1979*  | 1989*  |
| ------ | ------ | ------ | ------ | ------ | ------ |
| 11 100 | 23 030 | 39 580 | 45 138 | 53 242 | 60 060 |

| 2002*  | 2010*  | 2012   | 2013   | 2014   | 2015   |
| ------ | ------ | ------ | ------ | ------ | ------ |
| 51 691 | 44 173 | 43 605 | 43 305 | 42 491 | 42 020 |

| 2016   | 2017   | 2018   | 2019   | 2020   | 2021   |
| ------ | ------ | ------ | ------ | ------ | ------ |
| 41 539 | 41 127 | 40 717 | 40 200 | 39 765 | 39 311 |

| 2022   | - | - | - | - | - |
| ------ | - | - | - | - | - |
| 38 810 | - | - | - | - | - |

## Économie
Les entreprises les plus importantes sont les cimenteries dont la capacité est de 3,5 millions de tonnes par an. La première cimenterie a été mise en service en 1907, les suivantes en 1934 et 1976. L'importance des cimenteries se reflète dans les armes de la ville.
Il existe par ailleurs des entreprises de construction mécanique, et des secteurs de l'industrie légère et de l'agroalimentaire.
La ville se trouve au milieu d'une des zones agricoles les plus importantes de la région.

## Transports
Spassk-Dalni possède une gare sur la ligne du Transsibérien (à 9 048 km depuis Moscou). La ville se trouve sur l'  allant de Khabarovsk à Vladivostok. Par la route, elle se trouve à 232 km de Vladivostok et à 534 km de Khabarovsk